# Гвадалканал
Гвадалканал (енгл. Guadalcanal) је острво у Пацифику, површине око 6 500 km², које представља једну од провинција Соломонових острва.
Острво је већим делом прекривено џунглом. На њему се налази главни град Соломонових острва, Хонијара. 
Гвадалканал је 1568. године открила шпанска експедиција под вођством Алвара де Мендање. Следећи вођа експедиције који је стигао овамо, Педро де Ортега, острво је назвао по свом родном месту, Гвадалканалу у Андалузији. 
У непосредној близини овог острва ~ код острва Саво ~ се 9. августа 1942. године одиграла поморска битка а 11. октобра исте године одиграла већа поморска битка између јапанске и америчке флоте позната као битка код Гвадалканала. 
Последње јапанске трупе су се повукле са острва 15. јануара 1943. године.